# Over Drive (JUDY AND MARYの曲)
『Over Drive』（オーヴァー・ドライヴ）は、日本のロックバンド、JUDY AND MARYの7枚目のシングル。

## 解説
JUDY AND MARYにとって初めてオリコンチャートTOP10入り（4位）を果たしたシングルである。累計67.0万枚を売り上げた（オリコン調べ）。

## 収録曲
1. Over Drive［4:21］
（作詞：YUKI / 作曲：TAKUYA）
  - 当初YUKIは「バギーバギー」というタイトルにしたかったという。
  - 発売当時はトヨタ・カローラ「ツーリングワゴン」のCMソングとして使用された。また、2001年には『第21回全国高等学校クイズ選手権』（日本テレビ系列）のエンディングテーマとして、2006年には日清食品「野菜スープヌードル」のCMソングとしても使用された。
  - ライブでは最後に演奏されることが多く、2001年3月8日のラストライブでもアンコールの最後の曲として演奏された。
  - 『忍風戦隊ハリケンジャー』巻之三（第3話、2002年3月3日放送）にて長澤奈央演じる野乃七海がこの歌を歌唱するシーンがある。
  - 2022年5月からはKIRIN「新氷結」のCMにCMアレンジバージョンが使用された（出演・唄は高橋一生）[2]。
2. エゴイスト…?［3:54］
（作詞：YUKI / 作曲：恩田快人）
  - オリジナル・アルバム未収録曲。2001年発売のベスト・アルバム『The Great Escape -COMPLETE BEST-』に初収録された。
3. Over Drive (Backing Track)［4:19］
（作曲：TAKUYA）

- 全編曲：JUDY AND MARY

## 収録アルバム
- MIRACLE DIVING (#1)
- FRESH (#1)
- The Great Escape -COMPLETE BEST- (#1,2)
- COMPLETE BEST ALBUM「FRESH」 (#1)

## 衣装
プロモーションビデオの中では、メンバー全員が白いオーバーオールを着ている。この際、男性メンバーは全員、上半身裸の状態でオーバーオールを着ている。一方、YUKIは豹柄のビキニの上にオーバーオールを着ており、前のポケットに人形を入れていた。歌番組やコンサートでもこの格好で伴奏していた(YUKIはビキニの代わりに豹柄のタンクトップを着ることもあった)。

## カバー
- mihimaru GT - 2009年3月18日発売のアルバム『JUDY AND MARY 15th Anniversary Tribute Album』に収録。同年6月17日発売のシングル『Switch』に再録。
- たかはし智秋、今井麻美 - 2009年3月25日発売のアルバム『THE IDOLM@STER RADIO 歌道場』に収録。
- 原紗友里、青木瑠璃子、飯田友子 - 2018年8月1日発売のアルバム『CINDERELLA PARTY! でれぱ音頭 ＼ドンドンカッ／』に収録。
- 南沙良、工藤遥、田中芽衣、こばしり。 - 2019年7月に放送したキリンビバレッジ『午後の紅茶』CM『わたしらしいって、最強だ。』編で披露。
- 高木さん（高橋李依） - テレビアニメ「からかい上手の高木さん3」第2話、第3話エンディングテーマ。2022年7月13日発売のアルバム『「からかい上手の高木さん3&劇場版」Cover Song Collection』および、アルバム『からかい上手の高木さん3&劇場版 Memorial Box』に収録。